# تشوفجان
| "الشوفجان"، لعبة ركوب الخيل التقليدية في قره باغ في جمهورية أذربيجان |
| -------------------------------------------------------------------- |
| اليونسكو للتراث الثقافي غير المادي                                   |
| البلد أذربيجان المرجع 00905 الإقليم أوربا وأمريكا الشمالية           |
| تاريخ الإقرار الإقرار 2013 (الجلسة الثامنة)                          |

| تشوجان، لعبة ركوب الخيل مصحوبة بالموسيقى ورواية القصص |
| ----------------------------------------------------- |
| اليونسكو للتراث الثقافي غير المادي                    |
| البلد إيران المرجع 01282 الإقليم آسيا                 |
| تاريخ الإقرار الإقرار 2017 (الجلسة الثاني عشر)        |

تشوفجان، تشوجان أو تشوجان (بالفارسية: چوگان),، هي لعبة رياضية جماعية للخيول نشأت في إيران القديمة (بلاد فارس). كانت تعتبر لعبة أرستقراطية وتقام في ميدان منفصل بواسطة خيول مدرّبة خصيصًا. وانتشرت اللعبة بين الشعوب الأسيوية. يتم ممارستها في إيران وأذربيجان وطاجيكستان وأوزبكستان.
في عام 2013م، تم إدراج منطقة شوفجان في جمهورية أذربيجان في قائمة اليونسكو للتراث الثقافي غير المادي الذي يحتاج إلى حماية عاجلة.
وقد تم اعتماده مؤخرًا في بلاد الغرب، والمعروف اليوم باسم البولو .

## تاريخ
نشأت لعبة التشوفجان في إيران القديمة (بلاد فارس) وكانت رياضة وطنية فارسية يمارسها النبلاء على نطاق واسع. لعبت النساء وكذلك الرجال. نشأت لعبة كوفجان في منتصف الألفية الأولى بعد الميلاد، كلعبة جماعية. لقد كانت عصرية لعدة قرون في الشرق الأوسط. تم تصوير أجزاء من اللعبة بشكل دوري في المنمنمات (رسوم المصغّرات) القديمة، كما تم تقديم وصف تفصيلي وقواعد اللعبة في المخطوطات القديمة. تشوجان هي لعبة ركوب الخيل التقليدية الإيرانية مصحوبة بالموسيقى ورواية القصص. يعود تاريخها إلى أكثر من 2000 عام في إيران ويتم لعبها في الغالب في البلاط الملكي والملاعب الحضرية. يعطي بعض المؤلفين تواريخ تعود إلى القرن الخامس قبل الميلاد (أو قبل ذلك) إلى القرن الأول الميلادي لأصلها من قبل الميديين ومن المؤكد أن أقدم سجلات لعبة البولو هي من الميديين ( شعب إيراني قديم). خلال فترة الإمبراطورية البارثية (247 ق.م - 224 م)، حظيت هذه الرياضة برعاية كبيرة في عهد الملوك والنبلاء. وفقًا لقاموس أكسفورد للعصور القديمة المتأخرة ، كانت لعبة البولو (المعروفة باسم كوجان في اللغة الفارسية الوسطى، أي تشوفجان)، لعبة كرة فارسية وهي لعبة ترفيهية مهمة في ملعب الإمبراطورية الساسانية (224–651)م. وكانت أيضًا جزءًا من التعليم الملكي للطبقة الحاكمة الساسانية. تعلم الإمبراطور شابور الثاني لعب البولو عندما كان في السابعة من عمره عام 316م . تُعرف هذه اللعبة باسم "تشوفجان"، ولا تزال تُلعب في المنطقة حتى يومنا هذا.[بحاجة لمصدر]
كان للإنجليز دور كبير في انتشار اللعبة وتطويرها في أوروبا وحول العالم. لذلك أصبحت لعبة التشوفجان، التي تم جلبها من الهند إلى إنجلترا في القرن التاسع عشر، أكثر شعبية، كما ساهمت إضافة قواعد جديدة في انتشار هذه اللعبة في أوروبا والولايات المتحدة. وبمبادرة من الإنجليز، اكتسبت هذه اللعبة اسمها الحالي " البولو "، وأدرجت في برنامج الألعاب الأولمبية التي أقيمت عام 1900م في باريس .[بحاجة لمصدر]

### تشوفجان في إيران
تشوفجان، المعروف باسم تشوكان في الإمبراطورية الساسانية ( الفارسية الوسطى)،  كان جزءًا من التعليم الملكي للطبقة الحاكمة الساسانية. اعتمد الرومان الشرقيون المجاورون الشوفجان من الساسانيين وأطلقوا عليه اسم تزاكينيان ، وهو مشتق من الكلمة الفارسية الوسطى. في عهد ثيودوسيوس الثاني ، بدأ البلاط الإمبراطوري الروماني بلعب تزاكينيان في تزيكانستيريون (ملعب البولو). بحلول عهد أسرة تانغ (618-907)م، كانت سجلات لعبة البولو راسخة في الصين. وفقًا لقاموس أكسفورد للعصور القديمة المتأخرة ، فإن شعبية لعبة البولو في الصين التانغية "تعززت بلا شك من خلال وجود البلاط الساساني في المنفى".
كانت لعبة البولو، في البداية، لعبة تدريب لوحدات سلاح الفرسان، والتي عادة ما تكون حرس الملك أو قوات النخبة الأخرى. ومع مرور الوقت، أصبحت لعبة البولو رياضة وطنية إيرانية يمارسها النبلاء بشكل عام. مارس هذه اللعبة النساء والرجال على حد سواء، كما يتضح من الإشارات إلى أن الملكة وسيداتها كانوا يتعاملون مع الملك كسرى الثاني برويز وحاشيته في القرن السادس الميلادي. من المؤكد أن الأدب والفن الفارسي يقدمان لنا أغنى الروايات عن لعبة البولو في العصور القديمة.[بحاجة لمصدر] . قدّم الفردوسي ، الشاعر والمؤرخ الإيراني الشهير، عدة تقارير عن بطولات تشوغان الملكية في ملحمته التي تعود إلى القرن التاسع، الشاهنامه (كتاب الملوك). في النسخة الأولى، يصور الفردوسي مباراة دولية بين القوة الطورانية وأتباع سيافاش ، وهو أمير إيراني أسطوري من القرون الأولى للإمبراطورية؛ الشاعر بليغ في مدحه لمهارات سيافاش في ملعب البولو. يحكي الفردوسي أيضًا عن الإمبراطور شابور الثاني من السلالة الساسانية في القرن الرابع، الذي تعلم لعب البولو عندما كان عمره سبع سنوات فقط. ميدان نقش جهان في أصفهان هي ملعب بولو بناه الملك عباس الأول في القرن السابع عشر.[بحاجة لمصدر]

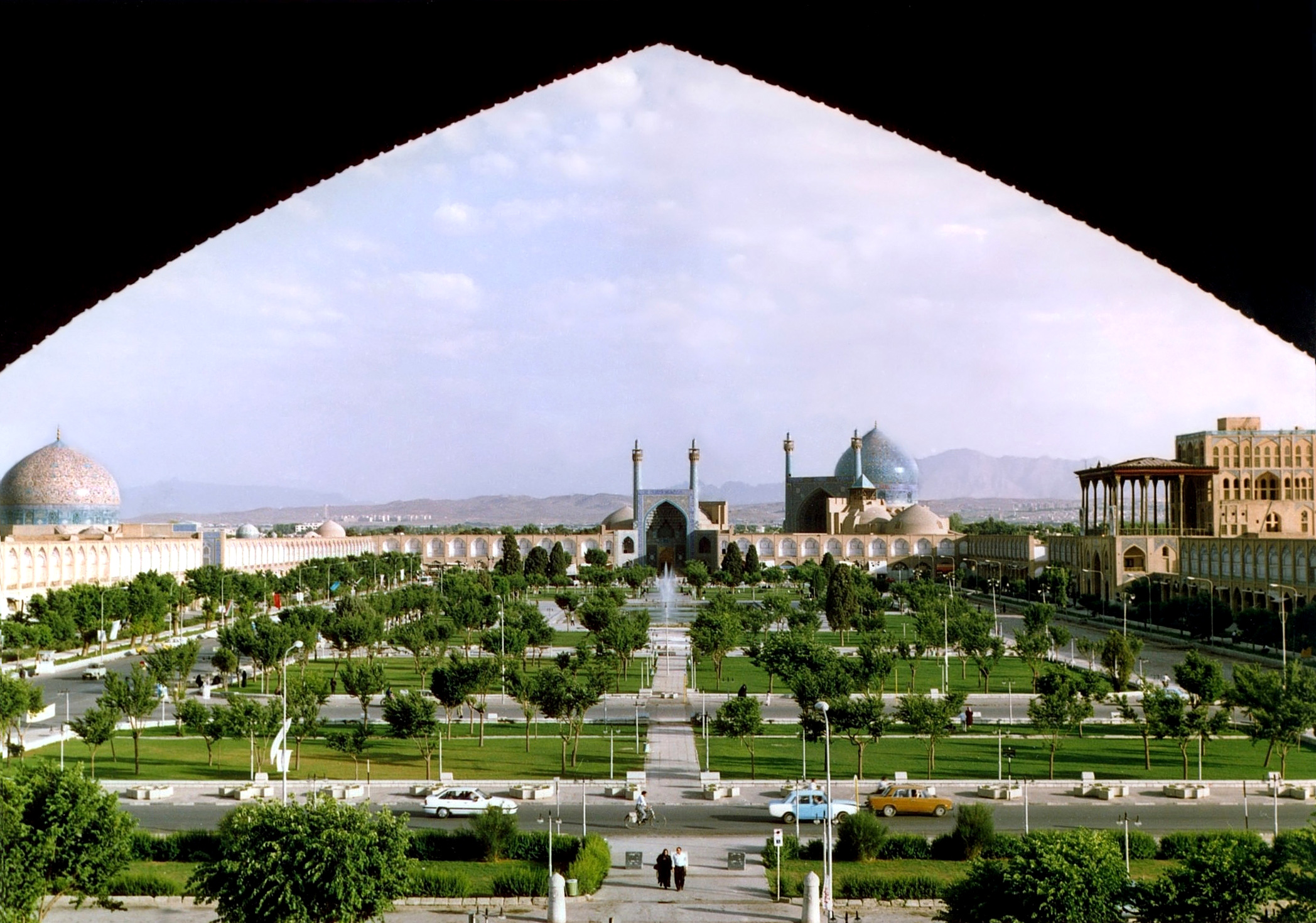
ميدان نقش جهان في أصفهان هي موقع ملعب بولو ملكي من العصور الوسطى.

السلطان قطب الدين أيباك ، العبد العسكري التركي من شمال أفغانستان الحالي والذي أصبح فيما بعد إمبراطور شمال الهند، حكم كإمبراطور لمدة أربع سنوات فقط، من 1206م إلى 1210م لكنه توفي عن طريق الخطأ في عام 1210م وهو يلعب البولو. وبينما كان يلعب لعبة البولو على ظهور الخيل، سقط حصانه، وتم خوزقة أيباك على حلق سرجه. ودُفن بالقرب من سوق أناركلي في لاهور (الآن في باكستان). توفي آرام ابن أيباك عام 1211م [2]، فخلفه شمس الدين التتمش ، وهو عبد عسكري آخر من أصل تركي كان متزوجًا من ابنة أيباك، كسلطان دلهي.[بحاجة لمصدر]
ومن بلاد فارس، انتشرت لعبة البولو إلى البيزنطيين (الذين أطلقوا عليها اسم تزيكانيون )، وبعد الفتوحات الإسلامية إلى السلالات الأيوبية والمملوكية في مصر والشام ، الذين فضلها نخبتهم على جميع الرياضات الأخرى. وكان من المعروف أن السلاطين البارزين مثل صلاح الدين الأيوبي والظاهر بيبرس يلعبونها ويشجعونها في بلاطهم.

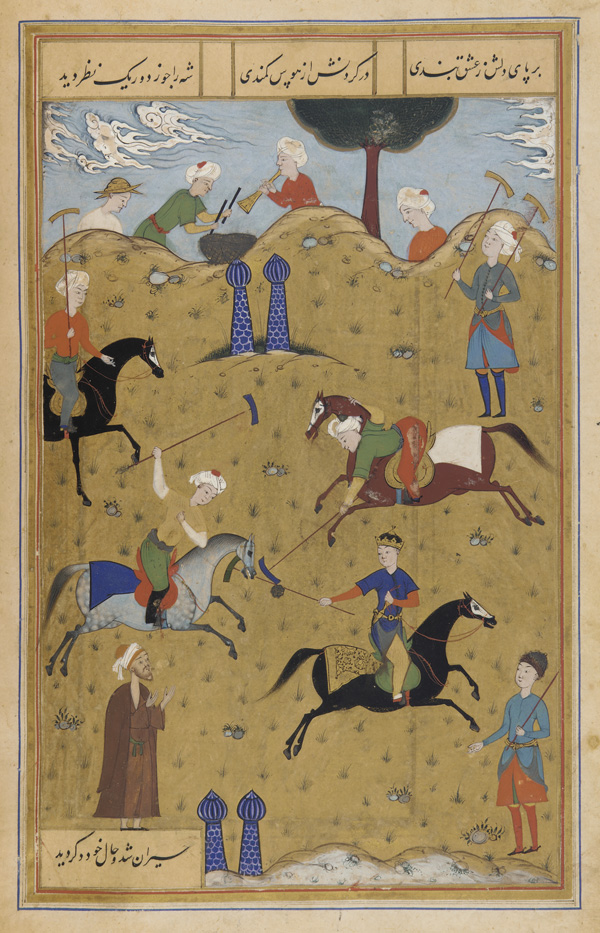
منمنمة فارسية من قصيدة غي-أوه تشاوجان ("الكرة ومطرقة البولو") في عهد السلالة الصفوية في بلاد فارس ، والتي تظهر رجال الحاشية على ظهور الخيل وهم يلعبون لعبة البولو، 1546م

في وقت لاحق، تم نقل لعبة البولو من بلاد فارس إلى أجزاء أخرى من آسيا، بما في ذلك شبه القارة الهندية  والصين، حيث كانت رائجة خلال أسرة تانغ الحاكمة وكثيرًا ما تم تصويرها في اللوحات والتماثيل. كانت هذه اللعبة ذات قيمة كبيرة لتدريب سلاح الفرسان، وقد تم لعبها من القسطنطينية إلى اليابان في العصور الوسطى . وتعرف في الشرق باسم لعبة الملوك. ويقال إن اسم بولو مشتق من الكلمة التبتية "بولو"، والتي تعني الكرة. في عام 2017م ، تم إدراج مدينة تشوجان في جمهورية إيران الإسلامية في قائمة التراث الثقافي لليونسكو.

## (تشوفجان في أذربيجان).

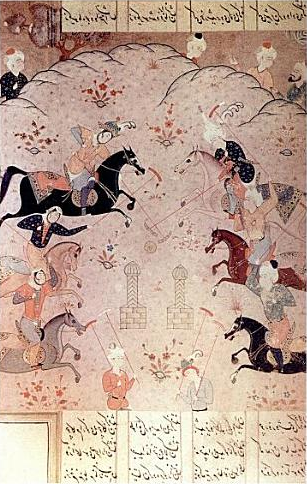
منمنمة من القرن السادس عشر تصور لعبة الشوفجان في قصة خسرو وشيرين لنظامي كنجوي

في أذربيجان، شوفجان ( (بالأذرية: اللغة الأذربيجانية)‏) تعتبر رياضة وطنية. تشير المطبوعات العتيقة المختلفة والسيراميك إلى أن هذه الرياضة لها تاريخ طويل هناك. على سبيل المثال، تم العثور على وعاء به صور متناثرة للعبة الشوفجان أثناء الحفريات الأثرية في منطقة وهران-جالا، مما يشير بشكل غير مباشر إلى أن اللعبة كانت موجودة خلال القرن الحادي عشر حول مدينة بيلقان . كما تظهر إشارات لعبة الشوفجان في قصيدة " خسرو وشيرين " للشاعر والمفكر الفارسي نظامي كنجوي ، وفي صفحات الملحمة التركية " كتابي ديدي كوركوت ".[بحاجة لمصدر]
تم تأسيس أحد أنواع هذه اللعبة على نطاق واسع في أذربيجان. هنا يسعى فريقان لتسجيل هدف مع أندية مميزة. القواعد في النسخة الحديثة من اللعبة هي كما يلي: يتم تثبيت هدفين بعرض 3 أمتار مع مناطق نصف دائرية بنصف قطر 6 أمتار في مكان كبير بما فيه الكفاية. تقام المباراة بكرة ذات حزام مطاطية أو جلدية منسوجة. يمكن أن تكون الأندية مختلفة في الشكل. في الأذربيجانية، تشبه الهراوات محتال الراعي . هناك ستة فرسان في كل فريق، 4 منهم يعملون كمهاجمين واثنان كظهيرين. الأخير يمكنه اللعب فقط في نصف منطقة الجزاء الخاص به. يمكن تسجيل الأهداف خلف حدود منطقة الجزاء. مدة المباراة 30 دقيقة على فترتين.

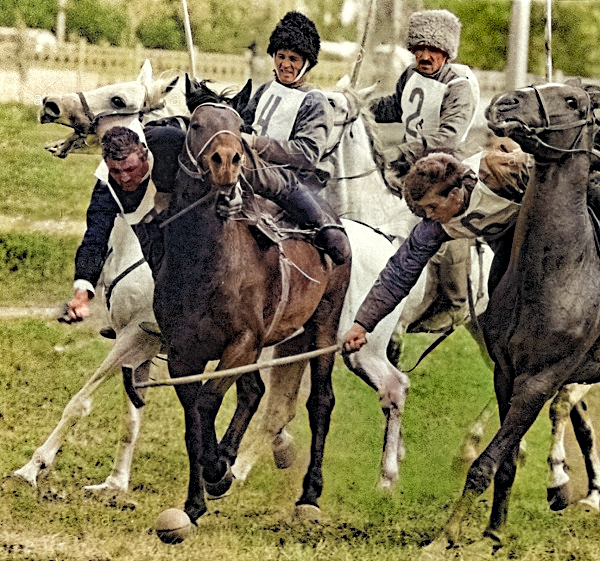
لاعبو تشوفجان الأذربيجانيون في كأس عموم الإتحاد الثاني عشر

في عام 1979م ، سجل فيلم وثائقي بعنوان "لعبة تشوفجان"، تم تصويره من قبل استوديو الأفلام جعفر جبارلي في أذربيجان، قواعد هذه الرياضة وتطورها التاريخي. ومع ذلك، بشكل عام، شهد العصر السوفييتي تراجعًا في هذه الرياضة إلى ما يقرب من "النسيان"  وأثبتت الاضطرابات التي حدثت في فترة ما بعد الاتحاد السوفيتي مباشرة صعوبة تربية الخيول. لكن في السنوات الأخيرة، انتعشت هذه الرياضة إلى حد ما. منذ عام 2006م، أقامت أذربيجان بطولة وطنية في ديسمبر تُعرف باسم كأس الرئيس في المركز الجمهوري لسياحة الفروسية ،  في داشيوز بالقرب من شاكي . أقيمت أولى هذه المباريات في الفترة من 22 إلى 25 ديسمبر 2006م ، وشاركت فيها فرق من ثماني مدن في أذربيجان - شاكي، أغدام ، أغستافا ، بالكان ، قاخ ، غازاخ ، أوغوز ، وزاغاتالا مع فوز فريق أغستافا بالنصر النهائي.[بحاجة لمصدر]
في عام 2013م ، تم إدراج منطقة شوفكان في جمهورية أذربيجان في قائمة اليونسكو للتراث الثقافي غير المادي الذي يحتاج إلى حماية عاجلة 

## أنظر أيضا
- بولو

## روابط خارجية
قالب:Intangible Heritage Iranقالب:Intangible Heritage Azerbaijan
قالب:UNESCO List of Intangible Cultural Heritage in Need of Urgent Safeguarding